# Jean Orieux
Jean Orieux (ur. 1907 w Duras, zm. 1990) – francuski powieściopisarz i biograf.

## Życiorys
Był autorem m.in. powieści Les Ciseaux d'argent (1947), L'Aigle de fer (1949) i Le Lit des autres (1964). Za cykl Les Fontagre otrzymał w 1946 nagrodę Akademii Francuskiej. Był również autorem uznanych biografii Rogera de Bussy-Rabutina (1958), Woltera (1966, w 1968 nagrodzonej Nagrodą Krytyków) Talleyranda (1971) i Jeana de La Fontaine’a (1977).

## Książki przełożone na język polski[3]
- 1986: Wolter, czyli królewskość Ducha (Voltaire ou la Royauté de l'esprit), cykl Biografie Sławnych Ludzi
- 1989: Talleyrand, czyli niezrozumiany sfinks (Talleyrand ou le Sphinx incompris), cykl Biografie Sławnych Ludzi